# حادثة الجنرال شيرمان
حادثة الجنرال شيرمان (بالإنجليزية: General Sherman incident)، هي حادثة شهيرة في تاريخ كوريا، بعدما أغرق أهالي بيونغ يانغ سفينة الجنرال شيرمان العسكرية، وذلك مابين اليوم التاسع إلى اليوم الرابع والعشرين من يوليو سنة 1866م والتي انتهت بانتصار مملكة جوسون الكورية على البحرية الأمريكية، وكان ذلك في أواخر العهد الملكي في تاريخ كوريا، وكانت تعرف في ذلك الوقت مملكة جوسون.

## الخسائر
قدر عدد خسائر من أهالي بيونغ يانغ حوالي 7 قتلى وتضرر السفينة العسكرية التابعة لجوسون، بينما قدر عدد قتلى المهاجمين الأمريكيين نحو 20 قتيلا واغراق سفينة الجنرال شيرمان.

## وصلات خارجية
- The Hermit Kingdom and the General Sherman Incident
- USS General Sherman Incident
- Sinking of the General Sherman a US Marine Merchant ship
- The General Sherman Incident of 1866 and Rev. Thomas' Martyrdom
- Some Comments on "The General Sherman Incident of 1866 and Rev. Thomas' Martyrdom."
- USS General Sherman (1864-1865, "Tinclad" # 60)

قالب:بوابة كوريا الشمالية